# Cinaglio
Cinaglio, (Sinaj o Sinacc en piemontès) és un municipi situat al territori de la província d'Asti, a la regió del Piemont (Itàlia). El municipi forma part de la Comunità collinare Val Rilate (associació de municipis).
Limita amb els municipis d'Asti, Camerano Casasco, Chiusano d'Asti, Cortandone, Monale i Settime.
Pertanyen al municipi les frazioni de Casero, Madonna, Migliarine, Sorelle, Valancurone, Viavaggio i Montegrosso.